# Vlag van de Verenigde Staten van Centraal-Amerika
De vlag van de Verenigde Staten van Centraal-Amerika en haar opvolgers bestond uit drie horizontale banen in de kleurencombinatie blauw-wit-blauw. De vlag was achtereenvolgens voorzien van verschillende symbolen, afhankelijk van de politieke situatie op dat moment. Dit artikel bespreekt niet alleen de vlaggen van de Verenigde Staten van Centraal-Amerika, maar ook van soortgelijke staten:
- Verenigde Staten (ook: Provincies) van Centraal-Amerika (1823-1825) (Spaans: Provincias Unidas del Centro de America);
- Federale Republiek van Centraal-Amerika (1825-1841) (Republica Federal de Centro America);
- Centraal-Amerikaanse Federatie (1851) (Federacion de Centro America);
- Republiek van Centraal-Amerika (1896-1898) (Republica Mayor de Centro America).

Deze staten omvatten geheel of gedeeltelijk de volgende huidige staten: Costa Rica, El Salvador, Guatemala, Honduras en Nicaragua.

## Evolutie

Vlag van de Verenigde Staten van Centraal-Amerika, 1823-1824

Vlag van de Federale Republiek van Centraal-Amerika, 1825-1841

### Onafhankelijkheidsstrijd
De blauw-wit-blauwe vlag werd voor het eerst op 4 juli 1818 gehesen door de Franse piraat Louis Michel Aury, die ten behoeve van de vrijheidsstrijd tegen de Spanjaarden enkele eilanden voor de kust van Nicaragua in bezit nam. Blauw-wit-blauw was (en is) ook de kleurenvolgorde van de Argentijnse vlag.
Later, op 20 februari 1822, trok de Salvadorese generaal Arce onder een blauw-wit-blauwe vlag ten strijde tegen het Eerste Mexicaanse Keizerrijk, dat Centraal-Amerika had geannexeerd. Toen na deze oorlog de Verenigde Staten van Centraal-Amerika werden gesticht, werd de blauw-wit-blauwe vlag officieel aangenomen op 21 augustus 1823.

### Verenigde Staten van Centraal-Amerika
Het ontwerp van de blauw-wit-blauwe vlag is gebaseerd op de vlag van Argentinië, want Argentinië was het eerste land dat onafhankelijk was geworden van Spaans-Amerika. Daarnaast symboliseert deze kleurenvolgorde de ligging van het 'zuivere' (witte) Amerika tussen de Atlantische en de Grote Oceaan. Het witte deel verwijst ook naar de rijkdom die de Midden-Amerikaanse liberalen hoopten te halen uit de handel tussen beide Oceanen, evenals de hoop dat de Federatie zou uitgroeien tot een moderne democratische staat.
In het midden van de vlag stond het toenmalige wapen van de Verenigde Staten van Centraal-Amerika. In militaire vlaggen stond vaak de leuze DIOS UNION LIBERTAD ("God, Eenheid, Vrijheid"). Deze liberale leuze verwijst naar de katholieke religie, de wens van met name criollo-ondernemers en -kooplieden die maatschappelijk een betere positie wensten, vrijheid, vrijhandel en handhaving van de maatschappelijke stabiliteit. Ze staat nog steeds in de handelsvlag en alternatieve staatsvlag van El Salvador.

### Federale Republiek van Centraal-Amerika
In 1824 werd een nieuwe grondwet aangenomen, die vanaf 1825 van kracht werd. Hierin werd het wapen enigszins aangepast, zodat het wapen op de vlag er ook anders uit kwam te zien. Ook werd de naam van het land veranderd in Federale Republiek van Centraal-Amerika.

### Centraal-Amerikaanse Federatie

Vlag van de Centraal-Amerikaanse Federatie

Vlag van de Republiek van Centraal-Amerika

De Centraal-Amerikaanse Federatie besloot op 22 april 1851 dat de vlag zou bestaan uit drie horizontale banen in de kleurencombinatie blauw-wit-blauw met in het midden het wapen van de staat, dat omringd werd door de naam van de staat. Deze federatie bestond uit El Salvador, Honduras en Nicaragua en de drie vulkanen in het wapen staan dan ook voor deze drie landen.

### Republiek van Centraal-Amerika
De Republiek van Centraal-Amerika (officieel de Grote Republiek van Centraal-Amerika) was een laatste serieuze poging om El Salvador, Honduras en Nicaragua in één land te verenigen. De staat bestond vanaf 1896 (als gevolg van het Pact van Amapala van 1895) en werd op 21 november 1898 opgeheven. De vlag van deze staat werd op 1 november 1898 voor het eerst gehesen en was dus maar kort in gebruik. Het ontwerp van de vlag was bijna hetzelfde als die van 1851, maar de naam van de staat was nu anders en het aantal vulkanen bedroeg weer vijf. In sommige versies werden vijf gele sterren getoond, als verwijzing naar de vijf leden van de eerste federatie.

## Huidige invloed
Alle landen die uit deze federatie voortgekomen zijn (Costa Rica, El Salvador, Guatemala, Honduras en Nicaragua), hebben hun huidige vlag op de vlag van de Verenigde Staten van Centraal-Amerika gebaseerd. De vlaggen van deze landen bestaan namelijk ook uit de kleurenvolgorde blauw-wit-blauw. Alleen Costa Rica heeft de kleur rood toegevoegd; in de vlag van Guatemala zijn de drie banden verticaal gepositioneerd.
Ook de wapens van de meeste van deze landen lijken sterk op het wapen van de Verenigde Staten van Centraal-Amerika en (dus) ook op die van elkaar. In sommige wapens staan zelfs expliciete verwijzingen naar de ligging van het betreffende land in Centraal-Amerika. Alleen het wapen van Guatemala is afwijkend. Aangezien de wapens van deze landen vaak op de nationale vlaggen staan, zijn de vlaggen moeilijk van elkaar te onderscheiden.
In dit kader moet ook vermeld worden dat de vijf sterren op de vlag van Honduras verwijzen naar de vijf oorspronkelijke leden van de Verenigde Staten van Centraal-Amerika en naar de wens dat die federatie eens weer zal bestaan — hoewel daar in Honduras tegenwoordig weinig animo voor is.
|       | Costa Rica | El Salvador | Guatemala | Honduras | Nicaragua |
| Vlag  |            |             |           |          |           |
| Wapen |            |             |           |          |           |